# Шардоне
Шардоне́, або Шардонне́ (фр. Chardonnay) — білий сорт винограду підвид виду Виноград справжній (Vitis vinifera), один з так званих «великих винних сортів». Шардоне це виноград найкращих білих вин Бургундії, у тому числі і Шаблі, а також одним з трьох основних компонентів ігристих вин і шампанського.

## Походження
Навколо походження Шардоне багато років точилися дискусії і тільки 1991 року за допомогою ДНК-аналізу було доведено, що сорт походить від Піно Нуар та іншого маловідомого сорту — Гуе Блан.

## Агротехніка

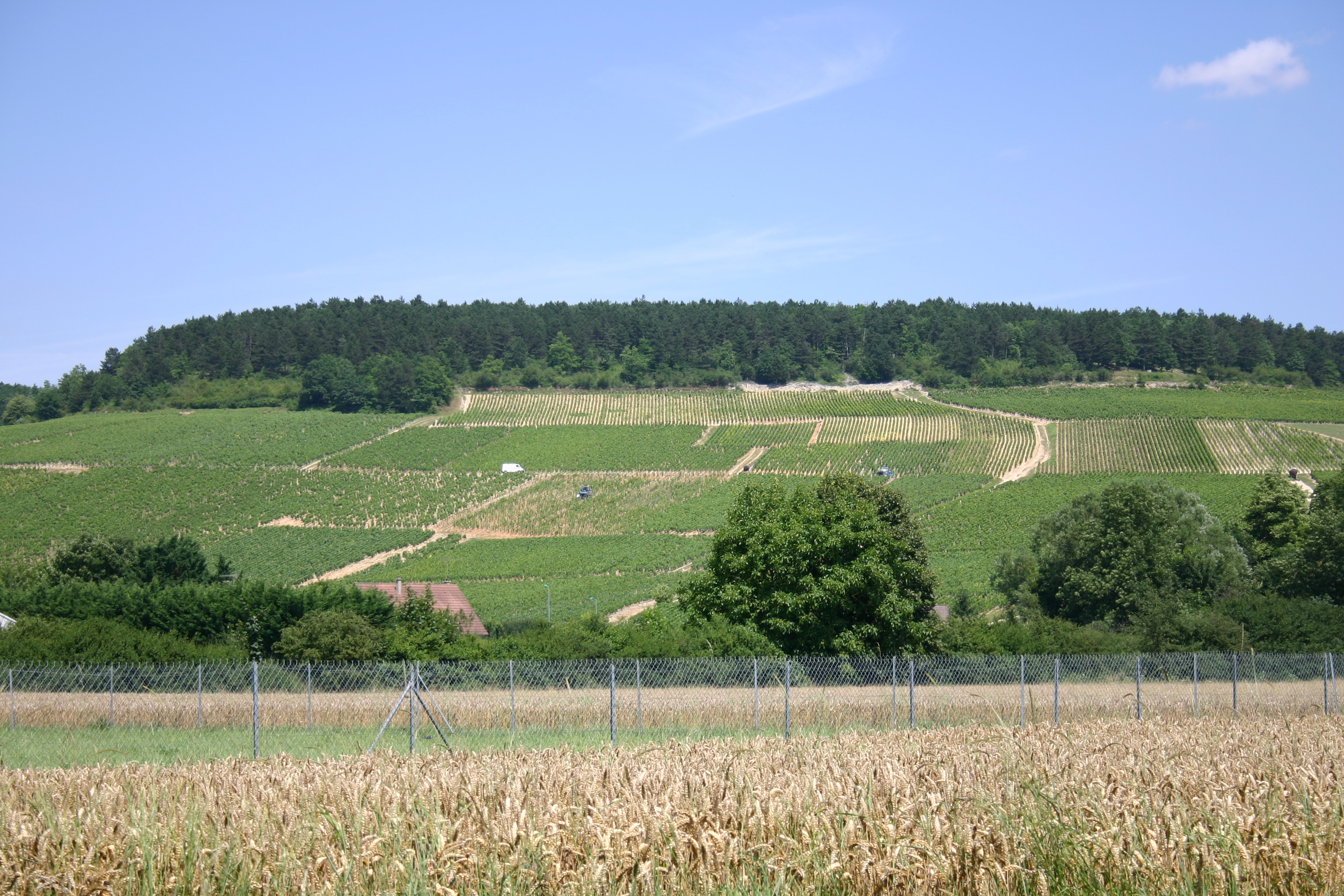
схили виноградників Шаблі Гран Крю

Шардоне — відносно простий у вирощуванні сорт. Він охоче росте на різних типах ґрунтів, хоча ідеальними вважають вапняк, крейда і кімериджський Мергель, такий, як на найкращих виноградниках Шаблі. Шардоне швидко росте, утворюючи багато листя, що забирає енергію та поживні речовини від ягід. Тому винороби приділяють особливу увагу прорідженню листя і способам посадки.
Шардоне відносно невибагливий щодо клімату, але, оскільки квітне доволі рано, уразливий до заморозків. Найкращим для якості вина вважають прохолодний клімат, оскільки ягоди швидко втрачають фруктові аромати в спекотну погоду.

## Розповсюдження
Шардоне здобув свою славу насамперед у Бургундії, Шаблі, Шампані. Однак з 90-х років ХХ століття світова популярність сорту зростала дуже великими темпами завдяки споживачам із США, що привело до значного розширення виноградників. Тепер Шардоне трапляється на всіх континентах (крім Антарктики).

### Найбільші регіони поширення
Найвідоміші регіони для Шардоне це Бургундія і Шампань. Разом вони виробляють 60 % французького Шардоне. Серед визначних районів — Кот-д'Ор, Шаблі, Макон та, звичайно, Шампань.
Найпрестижніші виноградники для Шардоне - Мерсо, Шассань-Монраше, Пуліньї-Монраше.

### Інші регіони
Інші важливі регіони культивації Шардоне — Австралія, Нова Зеландія, Італія, де з нього виробляють зокрема ігристе вино франчакорта. Сорт культивують у Криму (Україна). Використовують у тому числі й у виробництві ігристих вин.

## Стилі вина

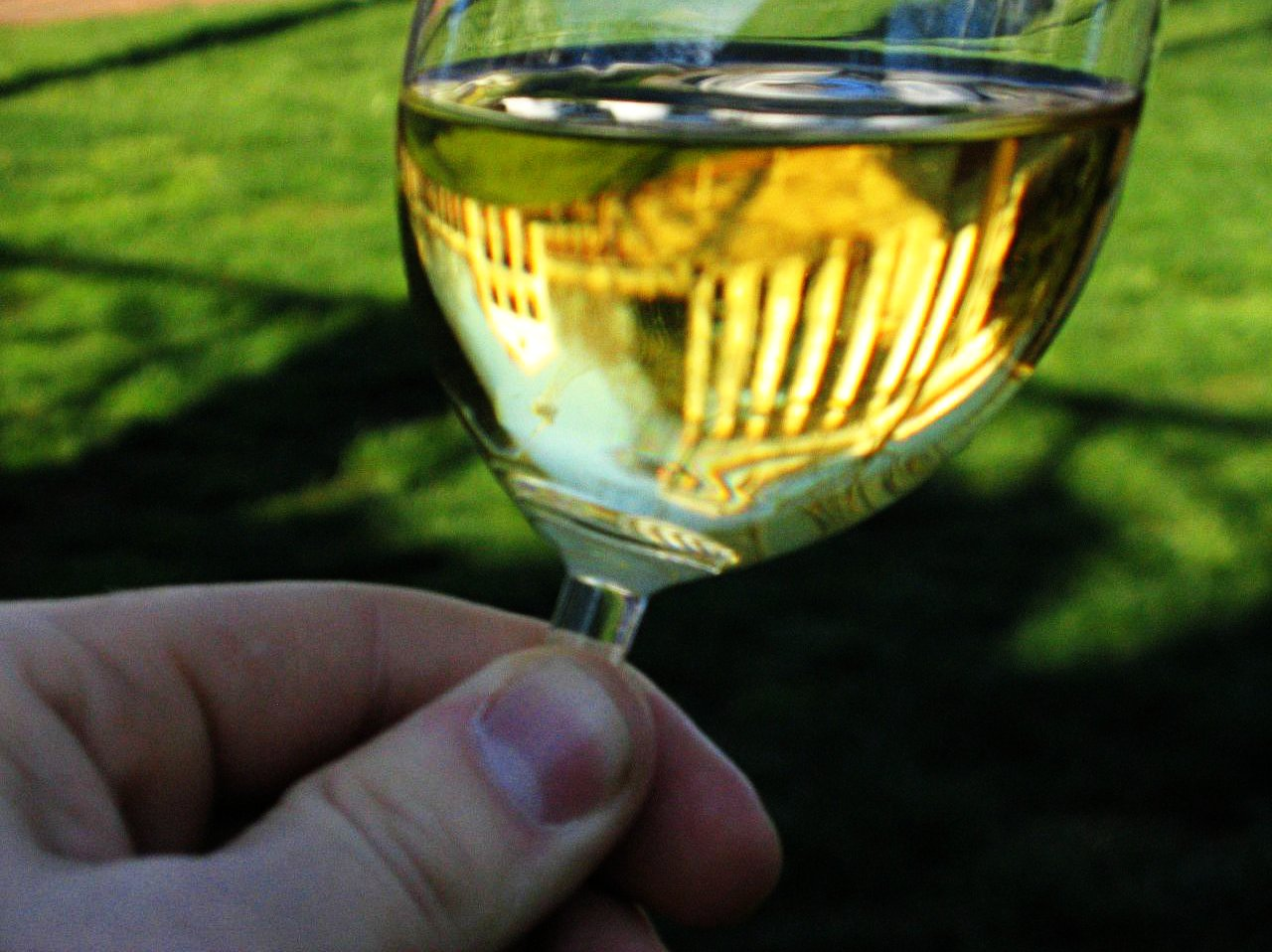
Солом'яний колір Шардоне

Шардоне — доволі нейтральний сорт винограду. Тому якості вина з нього набагато більше залежать від кліматичних чинників та методів культивації і виноробства, ніж від самого сорту. Стилі вина із Шардоне різняться від легкого іскристого шаблі до важких фруктових австралійських шардоне з неабияким ароматом дубу від витримки в діжках, низькою кислотністю та доволі високим умістом алкоголю.
Окремий стиль вина з винограду Шардоне це шампанське. Крім того, що це вино ігристе, його відрізняє вища кислотність та менш фруктовий характер.
Майже не існує універсального аромату Шардоне. Смакові й ароматичні характеристики:
- аромати в прохолодних зонах: яблуко, зелена слива
- аромати в помірних кліматах: цитрус, гриби
- аромати в теплих кліматах: диня, персик, манго, тропічні фрукти
- після витримки в дубових бочках: горіх, ваніль, мед

## Кулінарні комбінації
Шардоне з «класичних» прохолодних регіонів пасує до легких м'ясних страв: курки, індички, легкої риби. На противагу, більш насичені вина з присмаком дубу комбінують з виразнішою духмяною їжею: копченим лососем, азійськими стравами, молюсками.